# Perfet del subjuntiu (català)
El perfet del subjuntiu en català és un temps verbal que expressa una acció puntual que hom sap que ha tingut lloc en un passat recent però en cap moment sap si ha arribat a la seva fi. Contràriament al seu homòleg de l'indicatiu, l'esdeveniment podria no haver-se acabat. No hi ha pas proves d'això. Cal entrar en una inconeguda o en suposició. Es desitja que l'acció hagi acabat i per això se suposa que s'ha acabat però en cap moment sabem si efectivament ha arribat a terme.
Per tal de concretar-lo amb més facilitat, és d'ús comú la utilització d'un fris cronològic entre el present, passat i futur. Dins d'aquest fris, el Perfet del Subjuntiu, dins del seu marc imaginatiu, se situa al Passat immediat, en l'espai de temps d'allò que ha passat avui mateix, és a dir, sense significar o enviar cap a una acció passada ja fa temps. Ara bé, el seu final és encara incert, hom emet un pensament irreal: dona per fet que ha acabat.

## Valor del Subjuntiu Perfet

### Valor de base del perfet del subjuntiu
A la seua forma original, el perfet del subjuntiu indica la suposició d'un punt final d'una acció recentment acomplida dins d'un imaginari pensat, tot enviant que a l'hora on hom parla, l'acció o esdeveniment ja hauria passat, sigui quin sigui el moment en què va tenir lloc suposadament ja que és el locutor qui decideix precisar-lo.
Espero que hagi acabat els deures aquest matí.
El trucarem quan hàgim arribat a casa.
Fins que la Txell no hagi vist com és no el deixarà
Als exemples anteriors la persona que parla voldria que l'acció hagi acabat però no ho sap i no té cap element que ho confirmi. Sap que l'acció començà en un passat però ha de suposar que ja ha arribat als seu final en no tenir cap evidència davant seu que confirmi que efectivament ja ha arribat al seu final. Així, de forma original, aquest present acomplit dins d'un marc recent i imaginari envia cap a una acció que no s'allunya més enllà d'avui. Cas contrari, es faria servir l'imperfet del subjuntiu. Tot i això, l'interlocutor és qui decideix si dona més llunyania o no a l'acció podent o no precisar-la i deixant-la en suspens.
Espero que hagin visitat el seu avi a l'hospital (quan? ahir, avui, al matí, etc)
Espero que hagin visitat el seu avi a l'hospital ahir (quan? ahir)

### Oracions subordinades relatives
El Perfet del Subjuntiu s'aplica de forma general després d'un relatiu, la major part dels casos amb un "que". Els relatius possibles en català són:
- què
- que
- qui
- on
- el qual (i tots els derivats)

El relatiu és dins la sintaxi un mot que permet construir frases més complexes. En aquest cas introdueix una frase subordinada. Les frases subordinades es construeixen a partir d'una oració principal i d'una altra oració que és secundària i que no pot existir sense la primera oració. Vegem-ne alguns exemple:
La mare avisa els nens que abans no hagin fet els deures no sortiran a jugar
A l'exemple anterior tenim les dues oracions subratllades i el relatiu "que" en negre més fosc. La primera oració és la principal. Podem prescindir de la resta, és a dir, del relatiu i de la segona oració. La frase continuaria tenint sentit. En canvi, la segona oració no té cap mena de sentit tota sola i per això parlem d'una oració subordinada. El llaç que les uneix totes dues és el relatiu: que.
Nota: a banda, l'exemple anterior permet entendre el valor del Subjuntiu Perfet. Els nens varen ser avisats que calia fer els deures. L'avís se situa en un passat recent però fins que no els facin, no podran sortir. Si els faran o no és una incògnita i per això cal l'ús del subjuntiu. Com que l'acció ja havia començat quan hom parla, caldrà situar-la doncs en perfet.
Cal, però, parar molta atenció amb l'esdeveniment que hem de conjugar. Si aquest presenta un fet segur, cert i real, llavors caldrà emprar el Present de l'Indicatiu, tal com presentem a l'exemple que segueix:
És clar que ha fet els deures
Malgrat que hi tenim dues oracions i un relatiu (negre fosc) la conjunció que introdueix l'acció (subratllat) és segura: "és clar", sabem que són fets. Ara bé, si transforméssim aquesta mateixa frase en una oració negativa aquesta certesa o seguretat desapareixeria completament i per això té tot el seu sentit introduir-hi el subjuntiu perfet, tal com es pot apreciar tot seguit:
No és clar que hagi fet els deures
Es conclou que el fet de tenir un relatiu davant una primera oració no porta la següent oració a ser conjugada obligatòriament al subjuntiu. La conjugació dependrà de la realitat de l'acció. Una acció real s'introdueix amb l'indicatiu i una de no real s'introdueix amb un subjuntiu.

### Construccions impersonals
Una construcció impersonal és una frase que manca de persona. Serveix per a indicar dubtes, fets necessaris, probabilitats o incerteses. L'estructura habitual s'estructura normalment al voltant d'un adjectiu i pren la forma següent:
Verb SER + adjectiu + relatiu + oració al subjuntiu
L'estructura presenta un adjectiu que no es refereix a cap persona en concret i per aquest motiu el verb es conjuga a la tercera persona del singular. Li segueix estretament un relatiu que marca la separació entre l'oració principal i la subordinada. En aquest cas cap de les dues oracions pot viure tota sola. L'una necessita l'altra tal com es pot apreciar en aquest exemple.
És important que hagis practicat esport per millorar la teua salut
El verb ser es conjuga al present i no se li atorga cap persona. Per això podem parlar d'una construcció impersonal. És seguit per l'adjectiu "important" que forma part integrant de la primera oració: és important. Aquesta introdueix el relatiu "que" per tal de donar pas a l'oració subordinada. La subordinada està conjugada al subjuntiu perfet perquè hom espera que l'interlocutor hagi començat ja l'acció. L'espera, no sap si ja l'ha practicat. És una incertesa que caldria portar a terme però com que en el moment de parlar-ne encara no s'ha realitzat, és necessari conjugar-lo al subjuntiu.

Tot seguit es llisten les estructures més habituals:
| desitjar que caldre que seria bo que és una llàstima que és del tot dubtós que | és útil que no és gens dubtós que és essencial que és important que és possible que | és preferible que és (poc) probable que és (poc) just que és necessari que és obligatori que | és possible que és estrany que és l'hora que sembla que | és possible que és estrany que és l'hora que sembla que |

És important remarcar que en català es pot conjugar el verb de la primera oració al condicional present. És d'ús recurrent aquesta fórmula quan hom pretén ser amable i demanar quelcom a algú amb més cortesia.
Seria important que vagis a verificar-ho abans no tinguis problemes

### Oracions subordinades completives
Les oracions completives són oracions subordinades introduïdes per una conjunció. L'estructura que sorgeix a partir de les oracions completives introdueix de forma molt recurrent un verb acompanyat per un relatiu. El verb o acció en qüestió expressa desig, voluntat, ordre, dubte, sentiments, etc.

N'és un exemple aquesta frase:
Desig que haja vingut ràpidament a signar el contracte de treball
En aquesta frase el verb d'acció (venir) és introduït per un altre verb (desitjar) que no fa altra cosa que donar caràcter de probabilitat al conjunt de l'esdeveniment. Per això cal conjugar el verb d'acció (subratllat) al subjuntiu. La persona no sap si ha vingut. Té clar que una acció s'inicià en un passat recent però no sap si ha terminat, si s'ha portat a terme. Desitja que sigui així i que allò passi però en cap moment té cap mena de seguretat al seu voltant.

Tot seguit llistem algunes de les estructures més habituals:
| agradar que apreciar que esperar-se (a) que consentir que defensar que | desitjar que voler que dubtar que estar content que ser content que | saber greu que sorprendre's que empipar-se que enfurismar-se que estar sorprès que | estar trist que exigir que recomanar que ordenar que proposar que | oposar-se a que rebutjar que refusar que |

Convé notar que en català no afegim la preposició "de" abans del relatiu "que". Tot i que l'ús corrent i col·loquial porta el parlant a afegir-lo per influència del castellà, no és correcte afegir preposicions abans del relatiu.
| Tipus        | Significat                                      | Conjunció |
| ------------ | ----------------------------------------------- | --- |
| Completives  | sense significat                                | que, si, com |
| De lloc      | lloc                                            | on, allà on |
| De temps     | simultaneïtat, anterioritat, posterioritat, etc | quan, mentre, abans que (no), després que, fins que (no), des que, així que, tot seguit, que, tan bon punt, tan aviat, com, sempre que, cada volta que, cada vegada que, cada cop que, tota vegada que, etc |
| De manera    | mode                                            | com, com si, segons que, tal com, així com |
| Comparatives | condició, superioritat, inferioritat, etc       | si, si de cas, posat que, en cas que, mentre que, mentre, com més ... més, com menys ... menys, quan ... més, quan ... menys, menys ... que (no), pitjor ... que (no), etc                                  |
| Casuals      | causa                                           | perquè, com que, ja que, atès que, vist que, puis que, per tal com, a causa que |
| Finals       | Finalitat                                       | perquè, per tal que, a fi que |
| Concessives  | Finalitat                                       | encara que, malgrat que, a pesar que, per més que, tot i que, mal que |
| Consecutives | Conseqüència                                    | de manera que, tant ... que, tan ... que |

### Oracions d'exclamació
El parlant empra igualment el subjuntiu en oracions exclamatives. Són estructures amb una construcció moltes vegades en refrany introduïdes per un relatiu. Cada llengua posseeix les seves pròpies. Llistem tot seguit algunes de les més usuals en català:
- Tant debò que...
- Déu no vulgui que...
- Sigui com sigui...
- Qualsevol que...
- Aquell que vulgui que...
- El que vulgui que...

S'han de conjugar al Subjuntiu Perfet perquè en exclamar-se no presenten cap fet real, sinó que es limiten a col·locar unes suposicions en l'aire. Alhora l'ús del perfet indicaria que el fet és passat però no sabem si aquest passat s'ha finalitzat. Es troba en suspens. No hi ha certeses al seu voltant.

## Formació del Subjuntiu Perfet

### Els pronoms personals
Els morfemes de persona són els que relacionen el verb amb una persona gramatical, generalment representada pels pronoms personals que l'acompanyen.
Ell canvia de texans tots els dies.
En català, els pronoms personals o morfemes de persona no són necessaris perquè la flexió verbal ja indica el gènere i el nombre. Per aquest motiu se solen elidir ben sovint, en llengua parlada com escrita. Tot i això, en cas de necessitar posar èmfasi o donar més rellevància a la persona gramatical, hom acostuma a no dispensar-los.
Jo toco el piano totes les tardes. -> Toco el piano totes les tardes.
Ella té classes de piano totes les tardes. -> Té classes de piano totes les tardes.
Els pronoms personals en català són els següents:
| Pronom personal | Persona | Nombre   |
| --------------- | ------- | -------- |
| Jo              | 1a      | singular |
| Tu              | 2a      | singular |
| Ell / Ella      | 3a      | singular |
| Nosaltres       | 1a      | plural   |
| Vosaltres       | 2a      | plural   |
| Ells / Elles    | 3a      | plural   |

En particular, la segona persona, en català, posseeix tres graus de tractament els quals fan variar el verb. A la pràctica, és a dir, en llengua parlada, els tractaments no formals són d'ús molt recurrent i habitual mentre que es dona preferència a les formes formals en l'escrit. I encara dins la llengua escrita, s'acostuma a prioritza en administració les formes en "vós" perquè permet no distingir el gènere.
| Pronom personal | Verb                    | Exemple                                                         |
| --------------- | ----------------------- | --------------------------------------------------------------- |
| Tu              | 2a singular             | Portes un jersei nou!                                           |
| Vostè / Vostès  | 3a singular / 3a plural | Faci'm el favor... / Ens podrien confirmar la seua assistència? |
| Vós             | 2a plural               | Ompliu els requadres en blanc amb la forma correcta             |

### Les conjugacions
El català és una llengua flexionada de forma que els verbs presenten un lexema verbal (o arrel) que expressa el contingut lèxic del verb i es repeteix en totes les formes dels verbs regulars. Els morfemes verbals, en canvi, presenten variació ja que expressen, en una mateixa desinència, el nombre, la persona, el temps i el mode.
| Verb        | Lexema verbal | Morfema verbal |
| ----------- | ------------- | -------------- |
| estudio     | estudi-       | -o             |
| descobreixo | descobr-      | -eixo          |
| perdo       | perd-         | -o             |

En conseqüència, els verbs es conjuguen en funció de les seves conjugacions o morfemes verbals d'arrel.
- Verbs acabats en -AR (1a conjugació)
- Verbs acabats en -ER o -RE (2a conjugació)
- Verbs acabats en -IR (3a conjugació)

Els verbs de la tercera conjugació poden ser purs o incoatius. Els verbs purs són els que segueixen el model regular de conjugació mentre que els incoatius afegeixen l'increment -eix o -ix segons la variant dialectal entre el lexema verbal i la terminació de la primera, segona, tercera persones del singular i la tercera del plural.
Obro la porta (pur)
Floreixen les flors del jardí (incoatiu)
Finalment, els verbs dur i dir són considerats verb de la segona conjugació, és a dir, es conjuguen segons el model regular de la segona conjugació, tot i presentar lexemes verbals irregulars.

### Construcció del Subjuntiu Perfet

#### Conjugació regular
La construcció regular del Perfet de l'Indicatiu és fa amb l'ajuda del verb "haver" que s'utilitza com a auxiliar. És a dir, és un verb "ajuda" que ens permet construir el valor que posseeix el Perfet. D'aquesta manera, es conjuga en primer lloc el verb haver al Subjuntiu Present. Tot seguit, s'afegeix a aquesta estructura el verb d'acció que es conjuga en participi passat.
| Persona      | Haver |   | Verb  |
| ------------ | ----- | - | ----- |
| Jo           | hagi  |   | jugat |
| Tu           | hagis |   | jugat |
| Ell / Ella   | hagi  | + | jugat |
| Nosaltres    | hàgim |   | jugat |
| Vosaltres    | hàgiu |   | jugat |
| Ells / Elles | hagin |   | jugat |

El resultat final dona la regularitat següent:
| Persona      | Jugar       | Perdre       | Servir       |
| ------------ | ----------- | ------------ | ------------ |
| Jo           | hagi jugat  | hagi perdut  | hagi servit  |
| Tu           | hagis jugat | hagis perdut | hagis servit |
| Ell / Ella   | hagi jugat  | hagi perdut  | hagi servit  |
| Nosaltres    | hàgim jugat | hàgim perdut | hàgim servit |
| Vosaltres    | hàgiu jugat | hàgiu perdut | hàgiu servit |
| Ells / Elles | hagin jugat | hagin perdut | hagin servit |

notaA la variant dialectal valenciana del català l'auxiliar presenta una conjugació amb -a (ex.: haja jugat, hagis jugat, hàgim jugat, hàgiu jugat, etc).

#### Conjugació irregular
La irregularitat pròpiament dita la presenta el participi passat malgrat que la conjugació del verb haver al Subjuntiu Present ja és ella mateixa irregular. La regularitat voldria que els verbs al participi passat seguissin aquesta norma:
- verbs acabats en -AR: -at, -ada, -ats, -ades
- verbs acabats en -RE o -ER: -ut, -uda, -uts, -udes
- verbs acabats en -IR: -it, -ida, -its, -ides

Però, malgrat la norma, alguns participis passats són irregulars.
- alguns verbs formen el participi passat en -ès (promès, entès, etc)
- alguns verbs formen el participi passat alterant el morfema (tingut, vingudes, venut, etc)
- alguns verbs de la segona conjugació formen el participi passat com a la tercera conjugació (escrit, cuit, etc)
- alguns verbs formen el participi passat en -os (clos, fos, etc)
- alguns verbs formen el participi passat en -às (romàs)
- alguns verbs formen el participi passat en -ost (post, repost, compost, correspost, etc)
- alguns verbs formen el participi passat en -olt (absolt, dissolt, molt, resolt, etc)

A les formes valencianes del català alguns participis passats difereixen de la irregularitat: complit, etc.

#### Perfet progressiu
Quan volem utilitzar el perfet del subjuntiu per expressar que una acció va començar imaginàriament en el passat recent i que continua imaginàriament desenvolupant-se encara en el moment present, fem servir el gerundi i un verb d'estat. En el cas del català, conjuguem en primer lloc el verb "haver" al Subjuntiu Present i, després, el verb d'estat "estar" al participi passat i, finalment, conjuguem el verb d'acció en gerundi.
Jo + He + Estat + Cantant
(per.) + haver (present sub.) + estar (participi) + verb (gerundi)
Vegem-ne alguns exemples:
- Tu hagis estat jugant
- Nosaltres hàgim estat vivint
- Ell hagi estat corrent